# Butilidrossitoluene
Il butilidrossitoluene (o idrossitoluene butilato, noto anche con la sigla BHT) è un fenolo alchilato.
A temperatura ambiente si presenta come una polvere cristallina bianca, poco solubile in acqua, solubile nei comuni solventi organici (in etanolo: 330 g/L a 20 °C).
Trova impiego come antiossidante, sia nei polimeri che negli alimenti, in cui svolge una funzione conservante. Reagisce infatti facilmente con i radicali liberi, prevenendo l'ossidazione delle sostanze grasse, l'alterazione del colore e delle altre qualità organolettiche dei prodotti cui è aggiunto. È incompatibile con alcuni sali ferrosi.
Tra gli additivi alimentari è identificato dalla sigla E321, ed è solitamente impiegato insieme al butilidrossianisolo (BHA), l'E320.
Contrariamente al BHA, non è ritenuto un possibile agente cancerogeno, tuttavia gli esperimenti sugli animali hanno mostrato un possibile aumento dell'istiocitosi alveolare nei topi femmina e varie lesioni epatiche nei topi maschio, pertanto la Food and Drug Administration (FDA) ne ha limitato le dosi negli alimenti in quantità simili a quelle del BHA.
Sia il BHT che il BHA vengono anche utilizzati come antiossidanti nell'industria cosmetica, soprattutto per creme e rossetti, e in quella farmaceutica.

## Produzione
Industrialmente si prepara il BHT attraverso la reazione di Friedel-Crafts che coinvolge il p-cresolo (4-metilfenolo) e l'isobutene (2-metilpropene) catalizzata dall'acido solforico:
Il BHT può anche essere preparato dal 2,6-di-terz-butilfenolo attraverso idrossimetilazione, o amminometilazione, seguita da idrogenolisi.